# هپ شارپ
جیمز «هَپ» شارپ (انگلیسی: James "Hap" Sharp؛ زادهٔ ۱ ژانویهٔ ۱۹۲۸ در تالسا، اکلاهما، درگذشتهٔ ۷ مهٔ ۱۹۹۳) رانندهٔ مسابقات اتومبیل‌رانی اهل ایالات متحده آمریکا بود که از فصل ۱۹۶۱ تا ۱۹۶۴ در مجموع در شش گراند پری از مسابقات جهانی فرمول یک شرکت کرد، اما موفق به کسب هیچ امتیازی نشد.
شارپ در ۷ مهٔ ۱۹۹۳ پس از آنکه دریافت به سرطان مبتلا شده‌است، بر اثر اقدام به خودکشی درگذشت.